# Ивановский, Даниэль (боксёр)
Даниэль Ивановский — израильский боксёр-профессионал.
Чемпион Израиля (2022) среди любителей.

## Любительская карьера

### Чемпионат Израиля 2022
Выступал в тяжёлой весовой категории (до 92 кг). В финале победил Ивана Правило.

## Профессиональная карьера
Дебютировал на профессиональном ринге 7 сентября 2024 года, победив нокаутом в 1-м раунде.

## Статистика боёв
В таблице перечислены результаты всех поединков боксёров.
В каждой строке указан результат поединка. Дополнительно номер поединка обозначен цветом, который обозначает итог поединка. Расшифровка обозначений и цветов представлена в нижеследующей таблице.
| Пример | Расшифровка                     |
| ------ | ------------------------------- |
|        | Победа                          |
|        | Ничья                           |
|        | Поражение                       |
|        | Планируемый поединок            |
|        | Поединок признан несостоявшимся |
| КО     | Нокаут                          |
| ТКО    | Технический нокаут              |
| PTS    | Решение судей (по очкам)        |
| UD     | Единогласное решение судей      |
| MD     | Решение большинства судей       |
| SD     | Раздельное решение судей        |
| RTD    | Отказ от продолжения боя        |
| DQ     | Дисквалификация                 |
| NC     | Поединок признан несостоявшимся |

| Бой | Дата            | Соперник                           | Место проведения                                                       | Результат | Примечание                    |
| --- | --------------- | ---------------------------------- | ---------------------------------------------------------------------- | --------- | ----------------------------- |
| 4   | 15 февраля 2025 | Ромелл Террелл (0-0-1)             | Durham Armory, Дарем, Северная Каролина, США                           | UD4 (4)   | Счёт: 39-37 и 40-36 (дважды). |
| 3   | 7 февраля 2025  | Стефан Кирнон (2-7-1)              | Pendennis Club, Луисвилл, Кентукки, США                                | TKO2 (4)  |                               |
| 2   | 7 декабря 2024  | Маркус Смит (2-0)                  | Harrah's Philadelphia, Честер, Пенсильвания, США                       | TKO4 (4)  |                               |
| 1   | 7 сентября 2024 | Вондон Алонсо Хьюз-младший (дебют) | Kentucky Center for African-American Heritage, Луисвилл, Кентукки, США | TKO1 (4)  |                               |
| Бой | Дата            | Соперник                           | Место проведения                                                       | Результат | Примечание                    |

## Титулы и достижения

### Любительские
- 2022  Чемпион Израиля в тяжёлом весе (до 92 кг).